# Rowan Cheshire
Rowan Cheshire (Crewe, 1 september 1995) is een Britse freestyleskiester, die is gespecialiseerd op het onderdeel halfpipe. Ze vertegenwoordigde haar vaderland op de Olympische Winterspelen 2018 in Pyeongchang.

## Carrière
Bij haar wereldbekerdebuut, in augustus 2012 in Cardrona, scoorde Cheshire direct wereldbekerpunten. Op de wereldkampioenschappen freestyleskiën 2013 in Voss eindigde de Britse als zeventiende in de halfpipe. In december 2013 eindigde ze in Copper Mountain voor de eerste maal in haar carrière in de top tien van een wereldbekerwedstrijd. Op 3 januari 2014 boekte Cheshire in Calgary haar eerste wereldbekerzege.
In de Spaanse Sierra Nevada nam de Britse deel aan de wereldkampioenschappen freestyleskiën 2017. Op dit toernooi eindigde ze als zesde in de halfpipe. Tijdens de Olympische Winterspelen van 2018 in Pyeongchang eindigde ze als zevende in de halfpipe.

## Resultaten

### Olympische Spelen
| Jaar | Plaats      | Resultaten  |
| ---- | ----------- | ----------- |
| 2018 | Pyeongchang | 7e Halfpipe |

### Wereldkampioenschappen
| Jaar | Plaats        | Resultaten   |
| ---- | ------------- | ------------ |
| 2013 | Voss          | 17e Halfpipe |
| 2017 | Sierra Nevada | 6e Halfpipe  |

### Wereldbeker
Eindklasseringen
| Seizoen   | Algm | HP  |
| --------- | ---- | --- |
| 2012/2013 | 117e | 24e |
| 2013/2014 | 35e  | 7e  |
| 2015/2016 | 93e  | 16e |
| 2016/2017 | 82e  | 12e |
| 2017/2018 | 152e | 30e |

Wereldbekerzeges
| Datum          | Plaats  | Onderdeel |
| -------------- | ------- | --------- |
| 3 januari 2014 | Calgary | Halfpipe  |